# Aeródromo de Puerto Mitre
El Aeródromo de Puerto Mitre (del inglés: Port Howard Airfield) (IATA: ? - OACI: SFPH) es un aeródromo, conformado por dos pistas aéreas, ubicado en el asentamiento de Puerto Howard, en la isla Gran Malvina, islas Malvinas. Reciben aviones Islander del Falkland Islands Government Air Service con destino al Aeropuerto de Puerto Argentino/Stanley. También recibe algunos vuelos desde la RAF Mount Pleasant.